# Shimada (coiffure)
Pour les articles homonymes, voir Shimada.

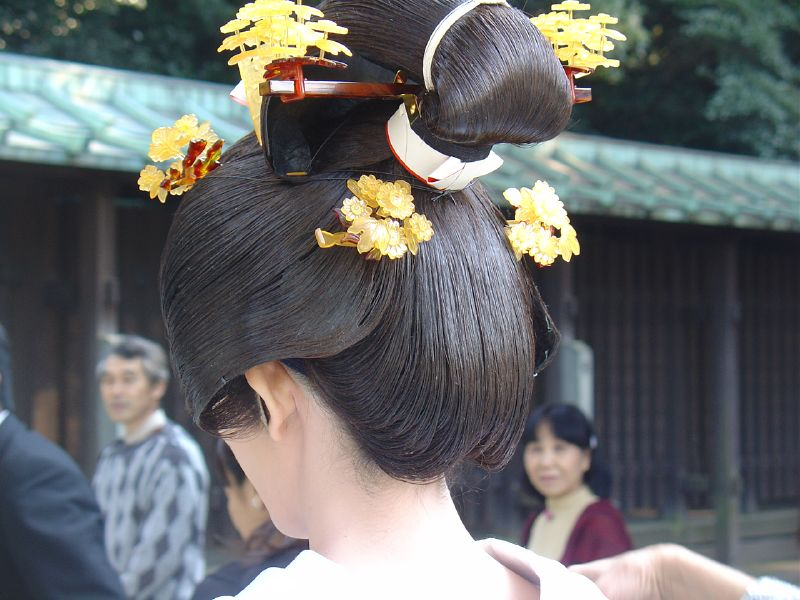
Shimada.

Le chignon de style shimada (島田髷, shimada-mage) est une coiffure traditionnelle japonaise, notamment portée par les geishas.
Le shimada de style taka est un chignon haut, porté par les mariées, depuis l'ère Meiji (1868-1912). Le shimada de style tsubushi est plus plat, et porté par les geishas. L' uiwita est lié avec un morceau de coton. Une autre sorte de chignon a la forme d'une pêche fendue. Il est porté uniquement par les maiko.
Pour ne pas abîmer leur coiffure en dormant, les geishas dormaient la tête posée sur un banc de bois assez élevé, ce qui était relativement inconfortable. Les cheveux exigent un travail constant.
Les geishas modernes portent des perruques, mais qui doivent elles aussi être très travaillées. Mais certaines encore continuent à coiffer leurs cheveux à l'huile de camomille.

## Origine
Selon une théorie, le nom du chignon de style shimada correspondrait à une coiffure élaborée par une prostituée offrant ses services, au début de l'époque d'Edo (1603-1868), dans le relais Shimada, sur le Tōkaidō, un axe de circulation qui reliait Edo à Osaka et Heian-kyō, capitale impériale du Japon jusqu'en 1868. Une autre hypothèse affirme qu'il est inspiré du nom d'un acteur de kabuki : Shimada Mankichi,.